# Тихонов, Василий Петрович
Василий Петрович Тихонов (13.01.1935 — 24.03.1998) — конструктор вооружений и военной техники.
Родился 13 января 1935 года в Ростове-на-Дону.
В марте 1958 года окончил Таганрогский радиотехнический институт и с тех пор работал в Тульском конструкторском бюро приборостроения. Последняя должность - первый заместитель генерального конструктора и начальник предприятия - главный инженер.
Погиб в автомобильной катастрофе 24 марта 1998 года.
Участник создания образцов вооружения и военной техники, отличающихся высоким техническим уровнем и превосходящих зарубежные аналоги (противотанковые ракетные комплексы «Конкурс», «Кастет», «Шексна», «Бастион», «Метис», «Корнет»).
Кандидат технических наук, член-корреспондент Российской академии ракетных и артиллерийских наук (РАРАН).
Автор более 200 изобретений.
Лауреат Ленинской премии и Государственной премии СССР, премии Правительства РФ, трижды лауреат премии имени С.И. Мосина. Заслуженный изобретатель Российской Федерации.
Награждён орденами Октябрьской Революции, Трудового Красного Знамени, «За заслуги перед Отечеством» III степени.